# Загорка
Загорка је словенско женско име. Назив потиче од речи „загорје“, у значењу „иза горе, планине“, што указује да се давало житељкама Загорја. Изведено име је Зага, које се користи и као надимак имена Загорка.

## Популарност
У Словенији је ово име 2007. било на 612. месту по популарности. И у Хрватској је ово име било популарно током 20. века све до осамдесетих година и то више међу српским, него хрватским становништвом. Најчешће је у Загребу, Сплиту и Ријеци.